# Veselka
Veselka je žensko osebno ime.

## Izvor imena
Ime Veselka je ženska oblika imen Vesel, Veselko oziroma Hilarij.

## Pogostost imena
Po podatkih Statističnega urada Republike Slovenije je bilo na dan 31. decembra 2007 v Sloveniji 60 oseb z imenom Veselka.

## Osebni praznik
V koledarju je ime Veselka uvrščeno k imenu Gavdencij, god praznuje 14. oktobra.